# Martin Persson Nilsson
Nils Martin Persson Nilsson (Stoby, 12 luglio 1874 – Lund, 7 aprile 1967) è stato un filologo classico, grecista e storico delle religioni svedese.
Professore di letteratura greca e di storia antica all'Università di Lund, fu anche componente dell'Accademia reale svedese di lettere, storia e antichità. L'opera di Martin Persson Nilsson verte in particolar modo sullo sviluppo storico dei miti della religione greca.

## Opere
- Geschichte der griechischen Religion contenuta nella relativa sezione del Handbuch der Altertumswissenschaft.
- Studia de Dionysiis Atticis. Lund 1900, Digitalisat.
- Griechische Feste von religiöser Bedeutung mit Ausschluss der Attischen. Teubner, Leipzig 1906, Digitalisat. Neudruck Teubner, Stuttgart 1995, ISBN 3-519-07254-8
- Timbres amphoriques de Lindos. Luno, Kopenhagen 1909.
- Primitiv religion. Lund 1908. Deutsch: Primitive Religion. Mohr, Tübingen 1911.
- Die volkstümlichen Feste des Jahres. Tübingen 1914, Digitalisat. Schwedisch: Årets folkliga fester. Stockholm 1915.
- Daimon. Gudemagter og Psykologi hos Homer. Kopenhagen 1918 (dänisch).
- Olympen: en framställning av den klassika mytologien. Gebers, Stockholm 1919.
- Primitive time-reckoning; a study in the origins and first development of the art of counting time among the primitive and early culture peoples. Lund 1920, Digitalisat.
- Den romerska kejsartiden. Norstedt, Stockholm 1921. Engl. Übersetzung: Imperial Rome. Bell, London 1926.
- Den grekiska religionens historia. Stockholm 1921. Deutsch: Geschichte der griechischen Religion Als: Handbuch der Altertumswissenschaft Abt. 5 Teil 2 Bd. 1 & 2. Beck, München. 3., durchgesehene und ergänzte Aufl. 1967.
- Rasblandningarnas omfång och betydelse i det romerska kejsarriket. Stockholm 1923.
- The Minoan-Mycenaean religion and its survival in Greek religion. Acta Regiae Societatis Humaniorum Litterarum Lundensis 9. Gleerup, Lund 1927.
- Cults, myths, oracles, and politics in ancient Greece. With two appendices: the Ionian Phylae, the Phratries. Gleerup, Lund 1951.
- The Dionysiac mysteries of the Hellenistic and Roman age. Gleerup, Lund 1957.